# Тенорова блокфлейта

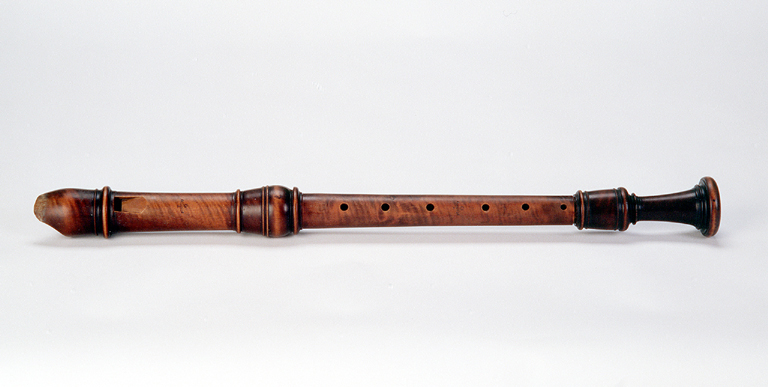
Тенорова блокфлейта (AM 1998.60.41-1)

Тенорова блокфлейта — духовий музичний інструмент з родини блокфлейт. Вона має ту саму форму, що і сопрано (дескантова) та альтова (консортна) блокфлейти, але видає нижчий звук порівняно з ними. Ще нижчий звук видають басова блокфлейта та велика басова блокфлейта.
Тенорова блокфлейта, як і сопрано блокфлейта, налаштована в тональності до (C), але звучить на октаву нижче. Через свій більший розмір багато тенорових блокфлейт мають клапани, що полегшують гру на найнижчих нотах до (C) і до-дієз (C♯), а іноді також ре (D) і ре-дієз (D♯).
У сучасній нотації тенор записується на звучній висоті, на відміну від більшості інших розмірів блокфлейт, які (окрім іноді альтової блокфлейти) записуються на октаву нижче або вище, ніж вони звучать. 

## Історія
У бароковий період було помітне відсутність тенорової блокфлейти в до, яка була частиною консортної музики Ренесансу та є важливою складовою сучасного руху гри на блокфлейті. Замість цього існувала альтова блокфлейта в ре, або "Voiceflute", яка вважалася інструментом, найбільш схожим за характером на людський голос. У 18 столітті, в німецькомовних країнах, тенорова блокфлейта називалася Quartflöte (четверта флейта), за інтервалом, який вона утворює нижче звичайної блокфлейти (альт) в фа. Заплутаністю є те, що та сама назва використовувалася для сопрано-блокфлейти в до, ймовірно, тому що вона утворює той самий інтервал вище альтової в соль. Тим часом, англійські та французькі еквіваленти, "fourth flute" та "flute du quatre", означали блокфлейту на кварту вище від альтової в фа — тобто інструмент з найнижчою нотою сі-бемоль.

## Інновації
Нещодавно тенорова блокфлейта стала об'єктом експериментів у створенні сучасних "гармонічних" блокфлейт, так званих через їхню точну настройку гармонік. Нік Тарасов та Йоахім Пецольд почали експериментувати з "гармонічними" блокфлейтами в 1930-х роках з метою "посилити оригінальні характеристики блокфлейти та мінімізувати слабкості стандартних моделей".  учасні моделі, такі як Helder Tenor, виготовлений компанією Mollenhauer, та Ehlert Tenor, вироблений компанією Moeck, також є гармонічними блокфлейтами.   Тенорова блокфлейта також зазнала інших варіацій, таких як Breukink-Slide-Recorder,  та системи з рухомими блоками, як у Helder Tenor та Strathmann-flute. 

## Репертуар
Багато репертуару барокового траверсо зазвичай адаптовано для тенорової блокфлейти. Крім того, тенорова блокфлейта була включена в багато сучасних ансамблевих творів, таких як "Abendkonzert aus Plöner Musiktag" Гіндеміта для SAT ансамблю, та "Music for Recorders", відредагована Бенджаміном Бріттеном, серед інших сучасних творів.